# Tetragnatha foliferens
Tetragnatha foliferens là một loài nhện trong họ Tetragnathidae.
Loài này thuộc chi Tetragnatha. Tetragnatha foliferens được miêu tả năm 1927 bởi Hingston.